# Gudziewicze
Gudziewicze, Hudziewicze (biał. Гудзевічы; ros. Гудевичи) – agromiasteczko na Białorusi, w obwodzie grodzieńskim, w rejonie mostowskim, w sielsowiecie Gudziewicze.
Siedziba parafii prawosławnej; znajduje się tu cerkiew pw. Narodzenia Matki Bożej.
W XIX w. wieś i majątek ziemski. Była wówczas siedzibą gminy Gudziewicze. W dwudziestoleciu międzywojennym leżały w Polsce, w województwie białostockim, w powiecie grodzieńskim, w gminie Gudziewicze.
Według Powszechnego Spisu Ludności z 1921 roku ówczesną okolicę zamieszkiwało 114 osób, 21 było wyznania rzymskokatolickiego, 85 prawosławnego a 8 mojżeszowego. 98 mieszkańców zadeklarowało polską przynależność narodową a 16 białoruską. Było tu 13 budynków mieszkalnych.
Miejscowość należała do parafii rzymskokatolickiej w Wielkich Ejsymontach i parafii prawosławnej w Gudziewiczach.
Podlegała pod Sąd Grodzki w Indurze i Okręgowy w Grodnie; właściwy urząd pocztowy mieścił się w Gudziewiczach.
W Gudziewiczach mieści się także Gudziewickie Państwowe Muzeum Literacko-Krajoznawcze. 